# Indian Hills (Texas)
Pour les articles homonymes, voir Indian Hills.
Indian Hills est une census-designated place située dans le comté de Hidalgo, dans l’État du Texas, aux États-Unis. Sa population s’élevait à 2 591 habitants lors du recensement de 2010.